# Убивство Броніслава Перацького

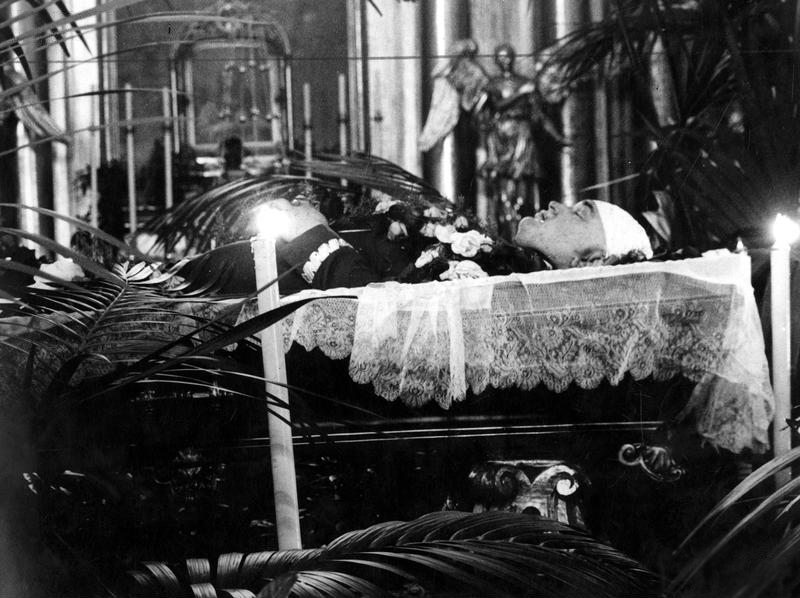
Тіло Броніслава Пєрацького на катафалку під час урочистого поховання, 18 червня 1934

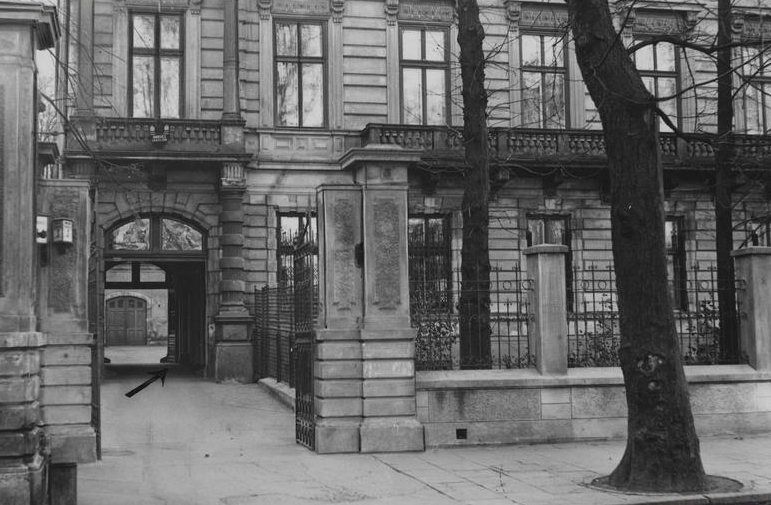
Фоксаль, 3 — місце страти, 1934

Убивство Броніслава Перацького — політичне вбивство міністра внутрішніх справ в уряді Леона Козловського, одного з організаторів пацифікації у Галичині, що відбулося 15 червня 1934 року перед будинком Товариського клубу на вулиці Фоксаль у Варшаві.
Революційний трибунал ОУН ухвалив рішення про замах на Броніслава Перацького як одного з головних винуватців так званої Пацифікації — репресивних заходів польської окупаційної влади в Східній Галичині щодо української громади. Перацького поранив член Організації українських націоналістів (ОУН) Григорій Мацейко. Міністра перевезли до лікарні, але він помер того ж дня.

## Передумови
Броніслав Перацький був легіонером, учасником боїв з українцями за Львів, міністром внутрішніх справ, відповідальним, серед іншого, за шовіністичну політику польської держави щодо національних меншин.
Перацький у 1930 році керував пацифікацією українців у Галичині, згодом, як міністр внутрішніх справ, був ініціатором каральних заходів щодо українського населення Лемківщини (Ліський повіт) 1931 року, а у 1932 році на Волині та Поліссі.
Унаслідок пацифікації українців Галичини та каральних заходів корінному етносу було завдано чималих матеріальних, моральних збитків з боку польських шовіністів.

## Замах
Постанова про страту Пєрацького була прийнята на спеціальній конференції ОУН у квітні 1933 року в Берліні, у якій брав участь від Проводу Українських Націоналістів (ПУН) полковник Андрій Мельник та інші, а від Крайової Екзекутиви ОУН — виконувач обов'язків крайового провідника Степан Бандера.
План замаху розробив Роман Шухевич, проводив його в дію Микола Лебідь (Марко), загальне керівництво здійснював Степан Бандера (псевдо Баба, Лис). Атентат здійснив член Організації українських націоналістів (ОУН) Григорій Мацейко 15 червня 1934 на вулиці Фоксаль у Варшаві.
Міністр, за своєю багаторічною традицією, приїхав пообідати до «Товариського клубу» на вулиці Фоксаль, 3. Спочатку Григорій Мацейко спробував підірвати невеличку міну, виготовлену в підпільній лабораторії, але вона не спрацювала. Тоді, вихопивши пістолет, він підбіг до міністра ззаду і вистрелив декілька разів.
Мацейку вдалось відірватися від переслідування і після недовгого переховування від поліції виїхати з країни. Решту свого життя він прожив на еміграції в Південній Америці. Григорій Мацейко проживав у містечку Ланус біля Буенос-Айреса. На місцевому цвинтарі він був похований. Збереглася його могила у влаштованому місцевими українцями склепі

## Варшавський процес
У судовому процесі, який відбувся з 18 листопада 1935 – 13 січня 1936-го у Варшаві, звинуваченими в здійснені й організації вбивств міністра внутрішніх справ Польщі Броніслава Пєрацького 15 червня 1934 року, були кільканадцять осіб, підозрюваних у приналежності до ОУН.
Слідство тягнулося довго, і, можливо, підозрюваних не вдалося б підвести до суду, але до рук поліції потрапило біля двох тисяч документів ОУН, так званий «архів Сеника», який зберігався в Чехословаччині. Документи цього архіву дали можливість польській поліції встановити величезну кількість членів та керівників ОУН. У підсумку процесу оголошено такий вирок:
- до смертної кари (заміненої згодом на довічне ув'язнення):
  - Степан Бандера (26 років, студент Львівської політехніки),
  - Микола Лебедь (25 років, абсольвент гімназії),
  - Ярослав Карпинець (30 років, студент Краківського університету);
- на довічне ув'язнення:
  - Микола Климишин (26 років, студент Краківського університету),
  - Богдан Підгайний (31 рік, інженер);
- 15 років ув'язнення:
  - Дарія Гнатківська (23 роки, абсольвентка гімназії);
- 12 років ув'язнення:
  - Іван Малюца (25 років, студент Львівської політехніки),
  - Євген Качмарський (25 років, незакінчена гімназична освіта),
  - Роман Мигаль (24 роки, студент Львівського університету);
- 8 років ув'язнення:
  - Катерина Зарицька (21 рік, студентка Львівської політехніки);
- 7 років ув'язнення:
  - Яків Чорній (28 років, студент Люблінського університету),
  - Ярослав Рак (27 років, правник).

Захисниками були українські адвокати Володимир Горбовий, Я. Шлапак, Лев Ганкевич, О. Павенецький. Усі підсудні, крім Романа Мигаля, і більшість українських свідків відмовилися свідчити польською мовою. Після амністії тюремні терміни до 15 років зменшено наполовину, а понад 15 — на одну третину.

## Версії
За версією, зокрема, сайту Музею жертв окупаційних режимів, смерть Перацького — це страта як покарання за пацифікацію, страту організувала ОУН.
Також існувала версія, що до вбивства Перацького причетні польські націоналісти, які в 1922 році здійснили вбивство першого президента Польщі Габрієля Нарутовича.
На думку польського дослідника Влодзімєжа Каліцького рішення про вбивство Перацького було ухвалено, коли він зробив спробу домовитися з поміркованими групами українців – на думку радикалів, це загрожувало їх подальшій конфронтаційній політиці.

## Наслідки
12 членів ОУН, причетних до атентату, в тому числі Степана Бандеру, заарештували та на гучному Варшавському процесі засудили до страти або ув'язнення.
Через два дні після вбивства Перацького, 17 червня 1934 року президент ІІ Речі Посполитої, Ігнатій Мосціцький видав указ про створення місць ізоляції для осіб, які можуть порушувати безпеку, спокій і громадський порядок. Перший і єдиний в тодішній Польщі табір створили 12 липня 1934 року на місці колишніх російських касарень біля містечка Береза-Картузька.
Серед інших наслідків — польська влада не змогла більше приховувати «українську проблему», вона набула міжнародного звучання, а авторитет ОУН серед українців Польщі та діаспори істотно зріс (так вважає польський історик Томаш Матрашек).

## Цікаві факти
- Як показала експертиза, Броніслав Перацький та ще дві жертви ОУН були застрелені з одного револьвера, який Григорій Мацейко зумів передати бойовій референтурі ОУН у Львові.
- Степан Бандера та декілька інших членів ОУН були заарештовані напередодні вбивства.